# Istočnonovobritanski jezici
Istočnonovobritanski jezici (prije kao dio novobritanskih jezika nazivana Baining-Taulil), samostalna porodica papuanskih jezika koji se govore na području Papue Nove gvineje. Prethodno se klasificirala kao dio šire skupine novobritanskih jezika i velikoj istočnopapuanskoj porodici.
Sastoji se od dvije podskupine jezika: Taulil (1) s jezikom taulil [tuh] i baining (6) s jezicima kairak [ckr], makolkol [zmh], mali [gcc], qaqet [byx], simbali [smg] i ura [uro].

## Vanjske poveznice
- Ethnologue (14th)